# Zoldo Alto
Zoldo Alto est une ancienne commune italienne de la province de Belluno, dans la région Vénétie. Elle a fusionné en 2016 avec l'ex commune de Forno di Zoldo pour former la commune de Val di Zoldo.

## Administration
| Période                                  | Période | Identité | Étiquette | Qualité |
| ---------------------------------------- | ------- | -------- | --------- | ------- |
|                                          |         |          |           |         |
| Les données manquantes sont à compléter. |         |          |           |         |

### Hameaux
Fusine, Soramaè, Iral, Pianaz, Pecol, Coi, Costa, Brusadaz, Cordelle, Gavaz, Chiesa, Molin

## Sports
L’ ascension du col de Coi (1 501 m), située sur la commune, est grimpée sur le final lors de la 18e étape du Giro 2023. Thibaut Pinot passe cette côte en tête, grimpée par Forno di Zoldo et classée en 2e catégorie.